# Benjamin Lincoln Robinson
Benjamin Lincoln Robinson, född 8 november 1864 i Bloomington, Illinois, död 27 juli 1935 i Jaffrey, New Hampshire, var en amerikansk botaniker.
Robinson blev filosofie doktor i Strassburg 1889, kurator vid Harvard Universitys botaniska museum i Cambridge, Massachusetts, 1892 och professor i systematisk botanik där 1899. Han utgav Synoptical Flora of North America (1892–97, med flera medarbetare) och en mängd skrifter om bland annat USA:s och Mexikos flora samt utgav 1899–1928 tidskriften "Rhodora".
Auktorsnamnet B.L.Rob. kan användas för Benjamin Lincoln Robinson i samband med ett vetenskapligt namn inom botaniken; se Wikipediaartiklar som länkar till auktorsnamnet.